# Landtagswahl in Salzburg 1932
- SDAPDÖ: 8
- CS: 12
- NSDAP: 6

Die Landtagswahl in Salzburg 1932 wurde am 24. April 1932 durchgeführt.
Sowohl die Christlichsoziale Partei (CSP), die Sozialdemokratische Arbeiterpartei Deutschösterreichs (SDAPDÖ) als auch die Großdeutsche Volkspartei (GDVP) mussten bei dieser Wahl hohe Stimmenverluste hinnehmen. 
Die Christlichsoziale Partei blieb mit 37,94 % und 12 Sitzen die stärkste Partei, verlor aber ein Mandat und war deshalb auf eine weitere Partei für eine Mehrheit im Landtag angewiesen. Zweitstärkste Kraft wurde die SDAPDÖ mit 25,69 % und 8 Sitzen knapp vor den Nationalsozialisten, die in einem Erdrutschsieg 20,79 % und 6 Sitze erreichten. Der Großteil des deutschnationalen Lagers war von ihnen aufgesogen worden. 
Die Großdeutschen schrumpften zu einer Splittergruppe und konnten nur noch 1,77 % der Stimmen erreichen. Die erstmals antretenden Kommunisten erzielten 2,70 %. Die zwei anderen rechtsbürgerlichen Gruppierungen Heimatschutz und Unabhängige, Bauernbund, Ständevertretung erreichten mit 4,77 und 6,34 Prozent ebenfalls keinen Sitz. 
Der neue Landtag wählte wieder Franz Rehrl (CS) zum Landeshauptmann. 

## Ergebnisse
|                                                                | Ergebnisse 1932 | Ergebnisse 1932 | Ergebnisse 1932 | Ergebnisse 1927  | Ergebnisse 1927  | Ergebnisse 1927  | Differenzen | Differenzen | Differenzen |
| -------------------------------------------------------------- | --------------- | --------------- | --------------- | ---------------- | ---------------- | ---------------- | ----------- | ----------- | ----------- |
|                                                                | Stimmen         | %               | Mand.           | Stimmen          | %                | Mand.            | Stimmen     | Mand.       |             |
| Gültig                                                         | 116.016         |                 |                 | 113.832          |                  |                  | + 2.184     |             |             |
| Partei                                                         |                 |                 |                 |                  |                  |                  |             |             |             |
| Christlichsoziale Partei (CS)                                  | 44.013          | 37,94 %         | 12              | 54.661           | 48,02 %          | 13               | - 10.648    | − 1         |             |
| Sozialdemokratische Arbeiterpartei Deutschösterreichs (SDAPDÖ) | 29.810          | 25,69 %         | 8               | 36.506           | 32,07 %          | 9                | − 6.696     | − 1         |             |
| Nationalsozialistische Deutsche Arbeiterpartei (NSDAP)1        | 24.125          | 20,79 %         | 6               | 13.140           | 11,54 %          | 1                | + 10.985    | + 5         |             |
| Unabhängige, Bauernbund, Ständevertretung                      | 7.361           | 6,34 %          | –               | nicht kandidiert | nicht kandidiert | nicht kandidiert | + 7.361     | ± 0         |             |
| Heimatschutz (HB)                                              | 5.530           | 4,77 %          | –               | nicht kandidiert | nicht kandidiert | nicht kandidiert | + 5.530     | ± 0         |             |
| Kommunistische Partei Österreichs (KPÖ)                        | 3.127           | 2,70 %          | –               | nicht kandidiert | nicht kandidiert | nicht kandidiert | + 3.127     | ± 0         |             |
| Großdeutsche Volkspartei (GDVP)1                               | 2.050           | 1,77 %          | –               | 13.140           | 11,54 %          | 2                | − 11.090    | − 2         |             |
| Gesamt                                                         | 116.016         | 100,00 %        | 26              | 113.832          | 100,00 %         | 26               | + 2.184     | ± 0         |             |

1) 1927 kandidierten Großdeutsche und Nationalsozialisten gemeinsam. Den Großdeutschen waren damals 2 Sitze, den Nationalsozialisten 1 Sitz zugefallen.